# Haplológia
A nyelvészetben a haplológia (az ógörög ἁπλόος haploosz ’egyszer’ + λόγος logosz ’beszéd’) hangváltozás, az elhasonulás egyik típusa. Szóban vagy szomszédos szavakban egymást követő azonos vagy hasonló beszédhangok vagy hangcsoportok közül az egyiknek a kivetése.

## A haplológia példái néhány nyelvben
Azonos vagy hasonló szószegmensek főleg morfémák között jelentek meg, szóalkotási folyamatokban, szóösszetétel és szóképzés során, majd egyes így alkotott szavak tovább fejlődtek haplológiával, esetleg egyéb hangtani változásokkal együtt. Például a latin nyelvben a nutrix ’dajka’ szó egy előbbi, nem dokumentált *nutritrix alakból alakult volna ki, a labilis ’ingatag’ szó pedig a labibilis alakból.
Egyes haplológia nélküli szavakat átvettek más nyelvek, amelyeket haplológiának vetettek alá. Például a francia nyelv az idololatria ’bálványimádás’ egyházi latin szót idôlatrie alakban vette át.
A haplológiát nyelvek viszonylag nem régi szakaszaiban is alkalmazták a szóalkotásban. Összetett szavak példái a nemzetközivé vált tragikomédia és tragikomikus, vö. (franciául) tragi-comédie, tragi-comique; (oroszul) трагикомедия (tragikomédia); (románul) tragi-comic. Ezek a szavak a tragikus és a komédia, illetve komikus szavak megfelelőiből keletkeztek, az újlatin nyelvekben szokásos szóösszetételi módszerrel, az -o- kötőhangzó alkalmazásával, pl. (franciául) tragico-comique.
Haplológia példái alapszó és képző között az alábbiak:
- (magyarul) ok + vet + -etlen > okvetetlen > okvetlen (az egyik et hangcsoport kivetése);[1]
- (franciául) analyse ’elemzés’ + -iste > analyste ’elemző (személy)’ (a képző i-jének a kivetése);[10]
- (angolul) prevent ’megelőz’ + -ative > preventative > preventive ’megelőző’ (a képző at részének a kivetése);[3]
- (oroszul) розов(ый) [rozov(ɨj)] ’rózsaszín’ + -оват [ovat] > розововатый [rozovovatɨj) > розоватый [rozovatɨj] ’rózsaszín árnyalatú’;[2]
- (horvátul) bez ’nélkül’ + zakonit ’törvényes’ > bezzakonit > bezakonit ’törvénytelen’.[11]

Egyes szavak két változatban vannak meg a sztenderd nyelvváltozatban, még a nyelvészet terminológiájában is, haplológiával vagy anélkül, pl. (angolul) haplogy < haplology ’haplológia’, vagy (franciául) morphonologie < morphophonologie ’morfofonológia’.
Szószerkezetekben is található haplológia egymást követő szavak között. Például a sztenderd franciában, az Il écrit dans Le Monde ’A Le Monde-ban ír’ mondatban a Le határozott névelő az újság nevéhez tartozik, és megmarad, de kivetik azt a le ugyancsak határozott névelőt, amely szabályszerűen a kötőszó után kellene legyen. Egy másik példa a J’irai ’Oda fogok menni’ szószerkezet, amelynek szabály szerint tartalmaznia kell az ’oda’ jelentésű y névmást (J’y irai), ha előtte egy olyan határozó van, amelyikre utal, de a két [i] találkozása miatt kivetik. Példa nem azonos, hanem csak hasonló szegmensek esetében előforduló kivetésre a harmadik személyű hangsúlytalan személyes névmással kifejezett tárgyé az azonos szeméjű hangsúlytalan személyes névmással kifejezett részeshatározó elől. Szabályszerűen ez nem vetődik ki, pl. le lui dire ’megmondani neki’, de előfordul íróknál is a kivetése: Ma chère maman, si jolie, si élégante, et qui me plaisait tant sans que j’ose lui dire ’Drága édesanyám, olyan csinos, olyan elegáns, és aki annyira tetszik nekem anélkül, hogy merném megmondani neki’ (Paul Léautaud ).
Mivel a fenti haplológia esetei sztenderd nyelvváltozatiak, az illető nyelvek helyesírása tükrözi őket. Vannak mégis olyanok is, amelyek nem jelennek meg írásban. Ilyen az a haplológia, amely azonos vagy nagyon hasonló magánhangzók közötti hangűrt küszöböl ki. Példa erre a franciában az Il va à Arras ’Arrasba megy’ mondat. Az egymást követő három [a] közötti két hangűrt haplológia oldja fel egyetlen [a] megnyújtásával: [ilvaːʁɑs].
Haplológia nem sztenderd nyelvváltozatokban is van, például a fesztelen nyelvi regiszterben és a népiben, vagy mint egyéni jelenség a gördülékeny és gyors beszédben. Az ilyen haplológiát az írás csak stilisztikai céllal tükrözi. Példák:
- (franciául) pa < papa ’apu’,[15] lycéen [liˈsɛ̃] < [liseˈɛ̃] (magánhangzó kivetése hangűr miatt);[16]
- (románul) jumate < jumătate ’fél’ (½);[7]
- (angolul) library [ˈlaɪbrɪ] < [ˈlaɪbrərɪ] ’könyvtár’;[6]
- (horvátul) Tankosa (női keresztnév) < Tankokosa ’vékony hajú’ < tanka ’vékony’ + kosa ’haj’.[17]